# Périers
Périers [peʁje] ist eine französische Gemeinde mit 2.355 Einwohnern (Stand: 1. Januar 2022) im Département Manche in der Region Normandie. Sie gehört zum Arrondissement Coutances und zum Kanton Agon-Coutainville. Die Einwohner werden Prislais genannt.

## Geographie
Périers liegt etwa 24 Kilometer nordwestlich von Saint-Lô und etwa 13 Kilometer zur westlich gelegenen Atlantikküste entfernt. Die Gemeinde liegt zwischen den Flüssen Sèves im Nordwesten und Taute im Osten. Umgeben wird Périers von den Nachbargemeinden Saint-Patrice-de-Claids im Norden und Nordwesten, Gonfreville im Norden, Saint-Germain-sur-Sèves im Nordosten, Saint-Sébastien-de-Raids im Osten, Saint-Martin-d’Aubigny im Südosten, Saint-Sauveur-Villages im Südosten und Süden sowie Millières im Westen.

## Geschichte
Im Zweiten Weltkrieg wurde das deutsch besetzte Périers am 8. Juni 1944 Ziel einer alliierten Bombardierung. 172 Tote waren zu beklagen. Mit der Operation Cobra stießen die alliierten Truppen von den Landeplätzen in der Normandie in das französische Landesinnere vor. Der erste Vorstoß erfolgte kurz vor dem 24. Juli 1944 auf die Straße von Périers nach Saint-Lô. Am 27. Juli 1944 wurde Périers befreit. Die Bausubstanz lag zu 80 % in Trümmern.

### Bevölkerungsentwicklung
| Jahr      | 1962 | 1968 | 1975 | 1982 | 1990 | 1999 | 2006 | 2012 | 2018 |
| Einwohner | 2464 | 2586 | 2712 | 2741 | 2566 | 2553 | 2450 | 2355 | 2263 |

## Sehenswürdigkeiten
- Kirche Saint-Pierre-et-Saint-Paul, seit 1862 Monument historique
- Rathaus von 1875
- Haus Tollemer

## Verkehr

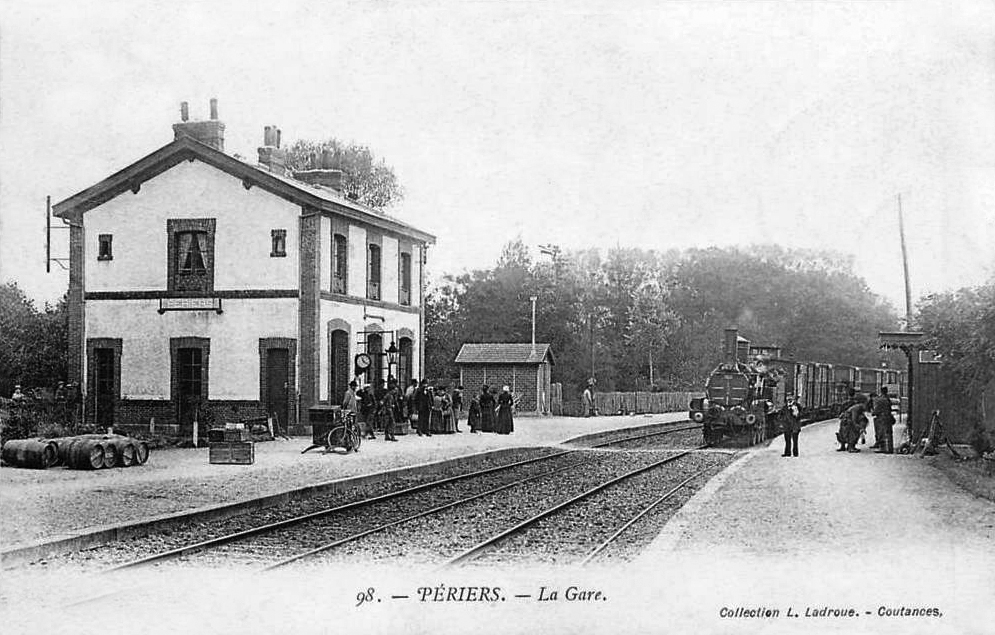
Der Bahnhof Anfang der 1900er Jahre

Durch die Gemeinde führen die früheren Nationalstraßen N 171 (1973 zur Departementsstraße D 971 abgestuft) und N 800 (heutige D 900).
Périers hatte einen Bahnhof an der Bahnstrecke Coutances–Sottevast, der 1884 von der Compagnie des chemins de fer de l’Ouest eröffnet wurde. Im Frühjahr 1970 endete der Personenverkehr, 1988 auch der Güterverkehr.

## Persönlichkeiten
- Raoul de Grosparmy (1202–1270), Bischof von Évreux, Kardinal
- Jean-Baptiste de Gouey La Besnardière (1768–1843), Ministerialbeamter
- Eugène d’Halwin de Piennes (1825–1911), Diplomat, zwischenzeitlich Bürgermeister von Périers
- Alain Cousin (* 1947), Politiker (UMP)
- Jean-Yves Cousin (* 1949), Politiker (UMP)

## Gemeindepartnerschaften
Mit der deutschen Gemeinde Bad Fallingbostel in Niedersachsen seit 1989, mit der belgischen Gemeinde Bastogne in Wallonien seit 2006 und mit der polnischen Gemeinde Miastko seit 2000 bestehen Partnerschaften.